# Doncaster Rovers FC
Doncaster Rovers FC este un club de fotbal din Doncaster, Anglia, care evoluează în Football League One. Clubul a fost fondat în 1879 și a trecut la profesionism în 1885.

## Jucători notabili
| Anglia - Syd Bycroft - Brian Deane - Kerry Dixon - Leo Fortune-West - Paul Green - Alick Jeffrey - Matthew Mills - Glynn Snodin - Ian Snodin - John Stiles - Richie Wellens - Charlie Williams | Scoția - Billy Bremner - Vince Brockie - Colin Cramb - Michael McIndoe - Steve Nicol Țara Galilor - Brian Flynn - Jason Price - Neil Roberts - Neville Southall | Irlanda de Nord - Harry Gregg Irlanda - Gerry Daly - Peter Doherty - Alfie Hale - Kit Lawlor - Brendan O'Callaghan - John Sheridan Barbados - Jonathan Forte - Mark McCammon |  |

## Jucătorul anului
| An      | Jucător                    |
| ------- | -------------------------- |
| 1997-98 | Lee Warren                 |
| 1998-99 | Ian Duerden                |
| 1999-00 | Dino Maamria               |
| 2000–01 | Jamie Paterson             |
| 2001–02 | Jamie Paterson             |
| 2002–03 | Paul Barnes                |
| 2003–04 | Gregg Blundell             |
| 2004–05 | Michael McIndoe            |
| 2005–06 | Michael McIndoe            |
| 2006–07 | Adam Lockwood / Graeme Lee |
| 2007–08 | Richie Wellens             |
| 2008–09 | Matthew Mills              |

## Antrenori
| - 2006-: Sean O'Driscoll - 2001-2006: Dave Penney - 2000-2001: Steve Wignall - 2000: Dave Penney, Mark Atkins - 1998-2000: Ian Snodin - 1997-1998: Mark Weaver - 1997: Danny Bergara - 1996-1997: Kerry Dixon - 1994-1996: Sammy Chung - 1993-1994: Ian Atkins | - 1991-1993: Steve Beaglehole - 1989-1991: Billy Bremner - 1987-1989: Dave Mackay - 1985-1987: Dave Cusack - 1978-1985: Billy Bremner - 1975-1978: Stan Anderson - 1971-1975: Maurice Setters - 1968-1971: Lawrie McMenemy - 1967-1968: George Raynor - 1966-1967: Keith Kettleborough | - 1964-1966: Bill Leivers - 1962-1964: Oscar Hold - 1961-1962: Danny Malloy - 1960-1961: Norman Curtis - 1959-1960: Jackie Bestall - 1958-1959: Jack Crayston - 1958: Jack Hodgson - 1958: Syd Boycroft - 1949-1951: Peter Doherty - 1946-1949: Jackie Bestall | - 1944-1946: Bill Marsden - 1936-1940: Fred Emery - 1928-1936: David Menzies - 1923-1927: Dick Ray - 1922-1923: Arthur Porter - 1921-1922: Harry Tufnell - 1920-1921: Arthur Porter |